# Санчо (граф Прованса)
Санш, Санчо (Sancho, Sanç, Sanche; ок. 1160 — 1223) — граф Сердани (ок. 1175 − 1189), Прованса (1181—1185), Жеводана и Родеза (1183—1185), Руссильона (1208—1212). Регент Прованса (1209—1218) и Арагона (1214—1218).
Младший сын наследной королевы Петронилы Арагонской и её мужа Рамона Беренгара IV Барселонского.

## Биография
В момент смерти отца (1162 год) был ещё малолетним ребёнком и не унаследовал никаких земель и титулов.
Между 1175 и 1180 годами получил в управление Сердань, после гибели брата, Беренгара III, — Прованс (1181). Последний раз упоминается в качестве графа Сердани в 1188 году.
В 1183 году король Альфонс II Арагонский, старший брат Санчо, передал ему в качестве лёна графства Жеводан, Родез и Карла.
В 1185 году Санчо заключил союз с графами Тулузы и Форкалькье и республикой Генуя — врагами Арагона. За это Альфонс II отобрал у него все владения, кроме Сердани. Однако Санчо продолжал называть себя графом Прованса.
В 1208 году новый арагонский король Педро II (сын Альфонса II) передал Санчо, своему дяде, графство Руссильон, которым тот управлял до 1212 года.
В 1209 году умер другой племянник Санчо — граф Прованса Альфонс II, оставив малолетнего сына. Король Педро II назначил Санчо его опекуном в должности губернатора Прованса.
В 1212 году Педро II передал Руссильон (а также Сердань и Конфлан) Нуньо — сыну Санчо.
В 1213 году Педро II погиб в битве при Мюре. Его малолетний сын Хайме I попал в плен. Санчо принял деятельное участие в освобождении юного короля и в конце 1214 или начале 1215 года был назначен регентом (генеральным прокуратором) Арагона.
В 1216—1218 годах поддерживал Раймунда Тулузского в его попытках восстановить власть в Тулузском графстве. Опасаясь папского отлучения, сложил с себя полномочия регента Арагона и Прованса. Взамен получил от Хайме Арагонского пенсию в размере 25 тысяч солидов ежегодно.

## Семья
Санчо был женат дважды:
- первая жена — Эрмессенда, дочь Готфрида I Рокаберти.
- вторая жена (1185) — Санча Нуньес де Лара, дочь графа Нуньо Переса де Лара, падчерица короля Леона Фердинанда II. От неё сын — Нуньо Санчес.